# كاكيستوقراطية
الكاكيستوقراطية هي شكل من أشكال الحكم، حيث تكون سلطة الدولة بيد الأسوأ، الغير مؤهلين، والمجردين من المبادئ من المواطنين.
تمت صياغة هذا المصطلح على يد المؤلف الإنجليزي توماس لوف بيكوك في سنة 1829م.
مصطلح كاكيستوقراطية مشتق من المصطلح الإغريقي (كاكيستوس؛ أسوأ؛ κάκιστος) و(كراتوس؛ حكم؛ κράτος).
على الرغم من الاصل اليوناني، إلا أن الاستخدام الأول للمصطلح كان في اللغة الإنجليزية.